# Societat Ciclista Punta Galea
La Societat Ciclista Punta Galea (en basc i oficialment: Punta Galea Txirrindulari Elkartea) del barri d'Algorta de Getxo (Biscaia, País Basc) és una institució sense ànim de lucre que té com a àmbit d'actuació el ciclisme.
Es tracta d'un dels principals conjunts del planter ciclista biscaí, pel qual té equips en totes les categories inferiors: escoles (alevins i infalntils), cadets i juvenils. Entre els ciclistes que després d'haver passat per la societat ciclista han arribat a professionals hi ha Javier i Ricardo Otxoa, Roberto Laiseka, Mikel Zarrabeitia, Iñigo Landaluze i Jónathan Castroviejo.
A més de la seva feina de planter (que és la seva principal activitat), organitza anualment des del 1987 el Circuit de Getxo, una cursa ciclista professional (actualment és 1.1 de l'UCI Europa Tour, i al que hi participen alguns equips de l'UCI World Tour) que data del 1924 i que des del 2001 també s'anomena Memorial Ricardo Otxoa, en record al ciclista format al club i mort després de ser atropellat per un automòbil durant uns entrenaments amb el seu germà Javier.